# Palazzo Correale
Il Palazzo Correale è un edificio di valore storico e architettonico di Napoli, situato tra Chiaia e i Quartieri Spagnoli in vico Santa Teresella degli Spagnoli.
Pochissime sono le informazioni su questo interessante edificio che sorge su un lotto leggermente inclinato tra via Nicotera e la Salita dei Gradoni di Chiaia. Si può datare la sua erezione ai primi decenni del XVII secolo, periodo nel quale l'attuale quartiere San Ferdinando raggiunse una pressoché totale saturazione edilizia. Italo Ferraro gli attribuisce tale nome basandosi sul Catasto murattiano del 1815 che ne intesta la proprietà a Tommaso Correale (probabilmente un membro della nota omonima famiglia sorrentina dei conti di Terranova).
Il palazzo presenta una semplice ed elegante facciata di cinque piani su vico Santa Teresella degli Spagnoli impreziosita alla base dall'imponente portale d'accesso in piperno. Data la scarsità di spazio, il brevissimo androne introduce a un piccolo cortile che presenta però una notevole scala aperta settecentesca dall'unica arcata per piano (parzialmente coperta da un moderno ascensore per esigenze condominiali), avvolta intorno ai grandi pilastri che si trovano al centro delle rampe.
Allo stato attuale è adibito ad abitazioni private in buone condizioni manutentive.